# نیما حیاتی مهر
نیما حیاتی مهر (زاده ۱۳۶۴ در اهواز) رمان‌نویس، مترجم و تحلیل‌گر ایرانی است.

## ترجمه ها
- خود و آنچه ازوست، ماکس اشتیرنر، 1392، نشر شدت[۹][۱][۱۰]
- کاربرد لذت، میشل فوکو، 1398، نشر شدت[۲][۳]
- مراقبت از خود، میشل فوکو، 1401، نشر شدت[۱۱][۱۲][۱۳]
- اعترافات شهوت، میشل فوکو، 1402، نشر شدت[۱۴][۱۵][۱۶][۲][۳]
- نمادگرایی (معنا و اثر آن)، آلفرد نورث وایتهد، 1401، نشر شدت[۱۷][۱۸][۱۹]